# Hagforsobservatoriet

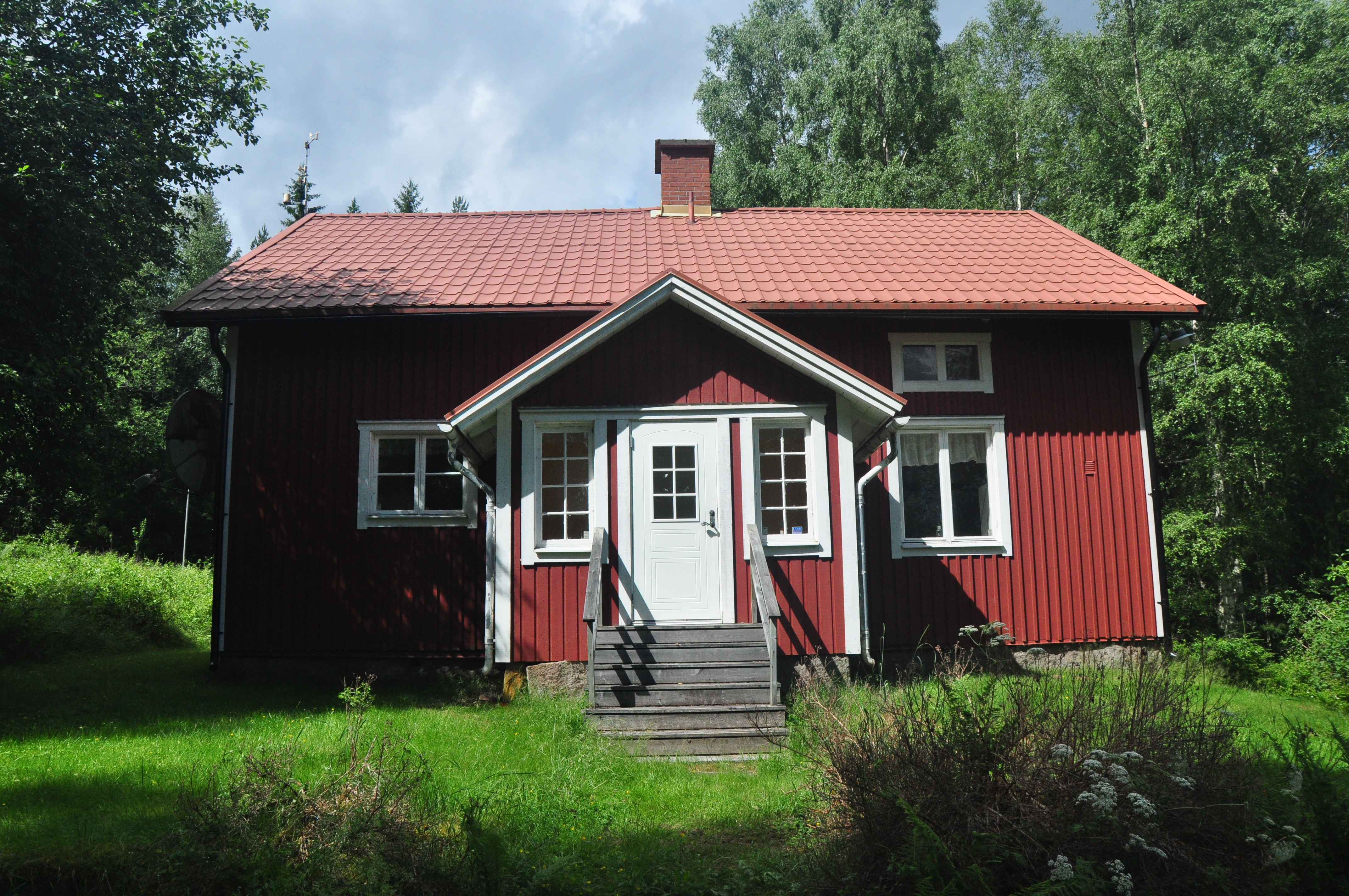
Hagforsobservatoriets huvudbyggnad sommaren 2020.

Hagforsobservatoriet är en seismografisk mätstation belägen vid Gunnerudssätern 15 km norr om Hagfors i Värmland. Stationen anlades av Försvarets forskningsanstalt (FOA) på 1960-talet för att öka Sveriges förmåga att övervaka kärnvapenprovsprängningar. En viktig faktor bakom anläggandet av Hagforsobservatoriet var Sveriges engagemang för nedrustning, inte minst genom statsrådet Alva Myrdal. Sedan 2002 ingår mätstationen som station AS101 i det internationella övervakningssystemet som kontrollerar att det fullständiga provstoppsavtalet efterföljs.

## Bakgrund
Under inledningen av Kalla kriget hade Sverige ett behov av att samla in underrättelser om stormakternas provsprängningar av kärnvapenladdningar. Under 1960-talet genomförde FOA försök med både seismiska och barografiska mätmetoder. I och med det partiella provstoppsavtalet 1963 flyttade provsprängningar i hög grad under jord och därmed blev seismografiska mätningar ett viktigt instrument för att samla underrättelser om kärnvapenförmåga. I oktober 1965 uppdrog regeringen till FOA att projektera en seismologisk mätstatation för ändamålet. Ett flertal seismiska sprängningsförsök genomfördes i samarbete med Seismologiska institutionen vid Uppsala universitet. Man fann att en seismisk mätstation i området runt norra Värmland och Dalarna var den bästa lösningen. Placeringen var gynnsam tack vare berggrundens homogena sammansättning och att det är en av de platser i Skandinavien där avståndet till havet är som störst. Valet av placering föll till sist på Hagfors. Ett av skälen som talade till Hagfors fördel var att få markägare behövde konsulteras eftersom skogen i området ägdes av Uddeholmsbolaget och Billerud.

Den första temporära mätstationen anlades 1967 i ett hyrt torp vid Gunnerudssätern. Sammanlagt 16 mätpunkter placerades ut runt om i terrängen. Förutom vid Gunnerudssätern fanns ytterligare mätplatser i Äppelbo och i Stöllet. Utrustning för datainsamling placerades i torpet och verkstads- och kontorsutrymmen anlades. Finansiering på 2,3 miljoner kronor för anläggandet av en permanent mätstation i Hagfors beslutades av Riksdagen i maj 1968 efter en proposition från regeringen. Redan från början var det uttalade syftet att bidra till förhandlingarna kring ett fullständigt provstoppsavtal. I propositionen anförde försvarsminister Sven Andersson:
”Jag anser det vara betydelsefullt att de svenska resurserna för detektionsseismologisk forskning förbättras. En utvidgning av kapaciteten på detta område ger vårt land ökade möjligheter att vid nedrustningsförhandlingarna i Genève självständigt bidra till diskussionen om förutsättningarna för att kontrollera ett fullständigt provstoppsavtal.”
Invigningen av den permanenta mätstationen hölls den 29 maj 1969 av statstrådet Alva Myrdal. Medverkade gjorde också FOA:s generaldirektör Torsten Magnusson och ingenjören Ola Dahlman, senare tillförordnad generaldirektör för FOA.

## Tiden fram till Kalla krigets slut
Under 70-talet utvecklades verksamheten genom att olika typer av seismologiska instrument installerades. Ett bergrum sprängdes också ut vid Gunnerudssätern där en rysktillverkad seismometer och en gravimeter placerades. Som mest bemannades anläggningen av fem personer. I mars 1971 hölls det andra nordiska detektionsseismologiska seminariet i Hagfors. En fjärde mätplats utanför Torsby togs i drift 1976.
Under första decenniet spelades mätdata in på magnetband som skickades till Stockholm för analys. I början av 1980 installerades ett nytt system för att digitalisera mätdata och överföra dem över en telefonförbindelse. En PDP11/10 stod för datorkraften som behövdes för digitalisering. Strax efter att det nya datainsamlingssystemet fanns på plats så automatiserades driften av stationen i syfte att sänka kostnaden. Sedan 1983 har Hagforsobservatoriet varit obemannat.
Mot slutet av 1980-talet moderniserades datainsamlingssystemet ännu en gång. Den utökade datorkraften gjorde att ytterligare fyra mätplatser kunde kopplas in på systemet. De första försöken med ett internationellt nätverk, en föregångare till dagens övervakningssystem för övervakning av kärnvapenprov, utfördes också.

## Hagfors införlivas i internationella övervakningssystemet
I september 1996 antog Förenta Nationernas generalförsamling det fullständiga provstoppsavtalet. Avtalet har ännu inte ratificerats av tillräckligt många medlemsstater för att träda i kraft, men har trots det fått stor inverkan då samtliga av de fem kärnvapenmaketerna under icke-spridningsavtalet har avstått från att genomföra kärnvapenprov. Direkt efter antagandet bildades den förberedande kommissionen för provstoppsavtalets genomförandeorganisation (Prepcom). Dess uppgift är att upprätta ett nätverk av seismiska och andra mätstationer som i realtid kan övervaka att avtalet följs. Majoriteteten av de 337 stationerna är nu i drift. För att införliva Hagforsobservatoriet i systemet gjordes i början av 2000-talet en uppgradering till en kostnad av över tio miljoner kronor. Fastigheten där huvudstationen ligger styckades av och köptes av Fortifikationsförvaltningen. En ny array-station anlades med 9 yttre mätpunkter utöver Gunnerudssätern. En satellitlänk till Prepcoms högkvarter i Wien installerades också. Certifieringen slutfördes 17 december 2002. Hagfors är en så kallad hjälpande (engelska: auxilliary) station i övervakningssystemet, vilket innebär att den bara skickar data till systemet när övriga stationer har detekterat en händelse.